# Villangeaux

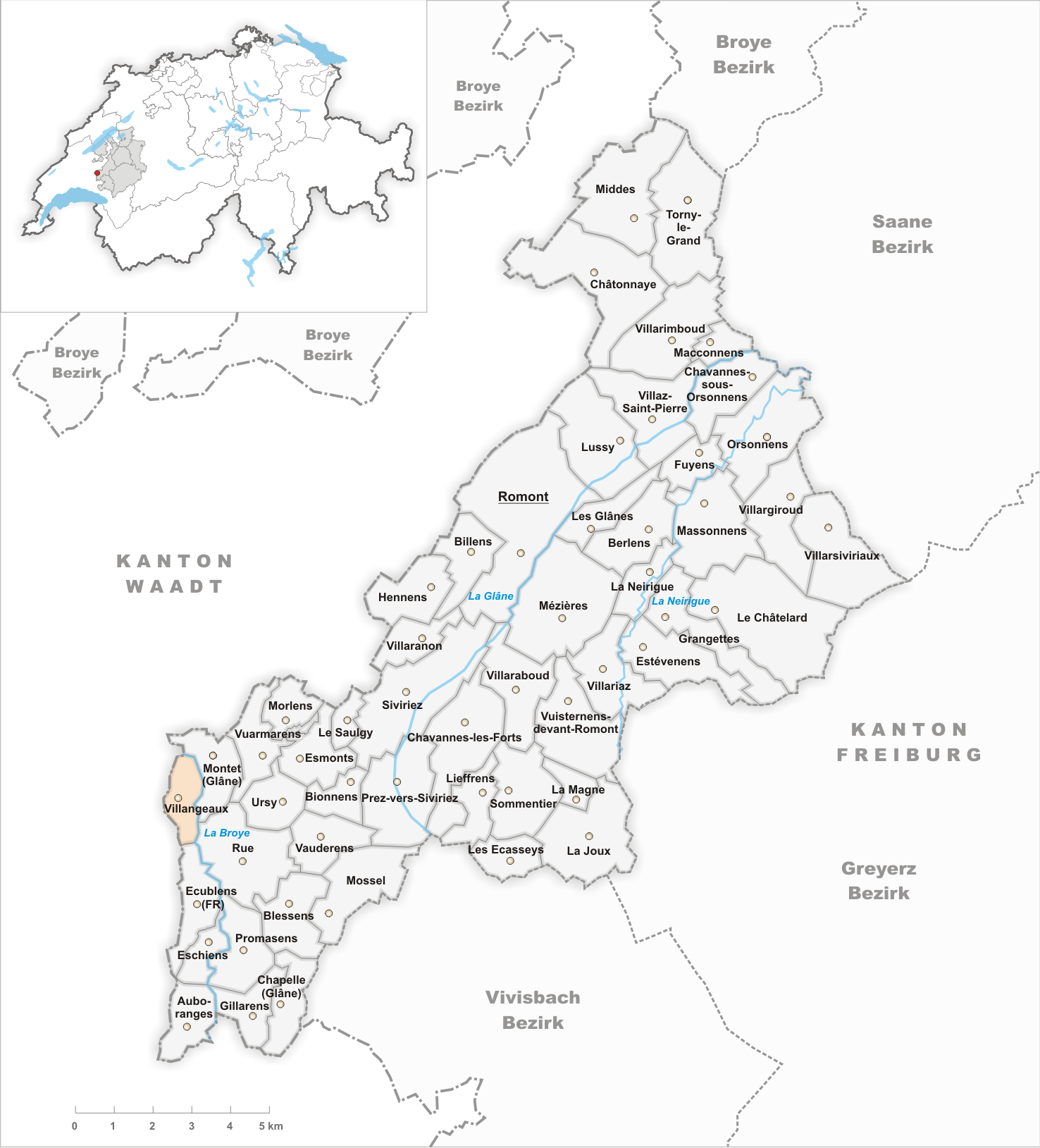
Gemeindestand vor der Fusion am 1. Januar 1969

Villangeaux ist eine Ortschaft und früher selbständige politische Gemeinde im Distrikt Glâne des Kantons Freiburg in der Schweiz. Am 1. März 1969 wurde Villangeaux nach Ecublens eingemeindet und mit diesem am 1. Januar 2025 nach Rue.

## Geographie
Villangeaux liegt auf 673 m ü. M., vier Kilometer südlich von Moudon (Luftlinie). Das Dorf erstreckt sich auf einer Geländeterrasse am oberen westlichen Talhang der Broye, im Molassehügelland des südwestlichen Freiburger Mittellandes. Die ehemalige Gemeindefläche betrug rund 2 km². Das Gebiet wurde im Osten vom tief in die Molassehöhen eingeschnittenen Flusslauf der Broye begrenzt. Nach Westen reichte es über die Hochfläche von Villangeaux bis auf die Wiesenhöhe Pierravau (696 m ü. M.) auf dem Hügelzug zwischen Broye und Carrouge.

## Bevölkerung
Mit 39 Einwohnern (1960) zählte Villangeaux vor der Fusion zu den kleinsten Gemeinden des Kantons Freiburg. Zu Villangeaux gehörten auch einige Einzelhöfe.
Einwohnerzahlen: Volkszählungsdaten

## Wirtschaft
Villangeaux lebt noch heute von der Landwirtschaft, insbesondere von der Milchwirtschaft und der Viehzucht sowie vom Ackerbau.

## Verkehr
Das Dorf liegt abseits der grösseren Durchgangsstrassen an einer Nebenstrasse von Moudon nach Ecublens. Villangeaux besitzt keine Anbindung an das Netz des öffentlichen Verkehrs.

## Geschichte
Das Gebiet von Villangeaux war schon früh besiedelt, was durch den Fund von Mauerresten eines gallorömischen Gebäudes nachgewiesen werden konnte. Die erste urkundliche Erwähnung des Ortes erfolgte bereits 1161 als villa quae dicitur Willangas.
Seit dem Mittelalter gehörte Villangeaux zur Herrschaft Rue, die im 13. Jahrhundert unter die Oberhoheit von Savoyen gelangte. Als die Berner 1536 das Waadtland eroberten, kam das Dorf unter die Herrschaft von Freiburg und wurde der Vogtei Rue zugeordnet. Nach dem Franzoseneinfall im März 1798 und dem folgenden Zusammenbruch des Ancien Régime gehörte Villangeaux während der Helvetik und der darauf folgenden Zeit zum Bezirk Rue, bevor es 1848 in den Bezirk Glâne eingegliedert wurde. Schon seit 1883 besass Villangeaux zusammen mit Ecublens eine gemeinsame Verwaltung. Mit Wirkung auf den 1. Januar 1969 wurde die Kleingemeinde zusammen mit Eschiens nach Ecublens eingemeindet.